# Portada/efemèride agost 14
Steve Martin
« 13 d'agost · 14 d'agost · 15 d'agost »